# Retrotope
Retrotope, Inc. comercializa la idea de que la fortificación de los alimentos con isótopos pesados protege las células vivas al hacer que los enlaces dentro de las delicadas moléculas dentro y alrededor de las células sean más difíciles de romper. Esto hace que las células sean menos propensas al daño causado por las especies reactivas del oxígeno (ROS), una de las principales causas del envejecimiento y las enfermedades asociadas a la edad. Fundada en 2006 por empresarios y científicos con financiación inicial de inversores privados, Retrotope está desarrollando un enfoque no antioxidante para prevenir la peroxidación de lípidos, un factor perjudicial en las enfermedades mitocondriales, neuronales y retinianas. La empresa emplea el modelo de negocio virtual y trabaja en colaboración científica con más de 80 grupos de investigación en universidades de todo el mundo.
La plataforma de fármacos de Retrotope, los ácidos grasos poliinsaturados estabilizados con deuterio (PUFA), previene la propagación del daño por peroxidación lipídica, deteniendo rápidamente la reacción en cadena tóxica en su origen. Debido a que los ácidos grasos en las membranas mitocondriales y celulares se revierten rápidamente, la sustitución dietética de ácidos grasos estabilizados crea células fortalecidas contra el daño debido al efecto isotópico cinético. El Linoleato de etilo di-deuterado suprime la peroxidación de lípidos incluso a niveles relativamente bajos de incorporación a las membranas. En 2010, Retrotope descubrió que aumenta más de 150 veces la resistencia de la levadura al estrés oxidativo, más tarde se demostró que era eficaz en un modelo animal de la enfermedad de Alzheimer. Un estudio de junio de 2018 encontró que se demostró que una dieta de D-PUFA disminuye significativamente los F2-isoprostanos (un líquido cefalorraquídeo que se encuentra en cantidades elevadas en la enfermedad de Huntington) cuando se alimenta a ratones de un mes durante el transcurso de cinco meses. Estos hallazgos provocaron un debate en la prensa científica popular sobre el uso de nutrientes deuterados contra el envejecimiento, pero la dirección más prometedora de un mayor desarrollo fue hacia los trastornos neurodegenerativos raros en los que el daño oxidativo juega un papel.